# Pavel Zinger (compositor)
Pavel Singer (Pyatigorsk, Rusia; 29 de septiembre de 1962) es un compositor, pianista y arreglista austriaco, de origen ruso-alemán.

## Biografía
Pavel Singer (nombre de nacimiento Paul) nació en Rusia, en Pyatigorsk, en una familia ruso-alemana. Su padre era un cantante Richard Gotlibovich (1919-2007), músico profesional. Su madre también era cantante Zinger Alevtina Innokentyevna (Dmitrevskaya) (1927-2009), lingüista. El abuelo materno, Innokenty Petrovich Dmitrevsky (von Dietrich) (1866-1943), fue un famoso científico ruso, galardonado por Nicolás II en 1915 con la Orden de San Estanislao de tercer grado.
Su hija Olga Zinger también es música, se graduó en el Conservatorio de Moscú de P. Y. Tchaikovsky por clase de violín. Trabaja como artista de la orquesta sinfónica en Moscú.
En 1987 se graduó del Conservatorio Nacional de Moscú de P.I.Tchaikovsky, en 1992 se graduó en las especialidades de compositor (clase de Tikhon Khrennikov, clase de instrumentación de Nikolai Rakov) y concertista de piano (clase de Rudolf Kerer, profesor M. DE. Petukhov).
Entre 1988 y 1990 trabajó como pianista, clavecinista de la Orquesta de Cámara "Amadeus" en Moscú. En 1990-1992 trabajó como arreglista en el conjunto "Gloria a Rusia" en la Sala Central de Conciertos "Rusia".
En 1990 participó en el "Taller Internacional de Compositores" en Ámsterdam, clase magistral con los profesores Ton de Leo, Theo Lovendi, Dimitar Hristov.
En 1992-1993 se formó en la Escuela de Música de Viena (ahora la Universidad de Música y Bellas Artes de Viena) en la clase de composición de Erich Urbanner.
Desde 1993 trabaja en Viena. Compositor, arreglista, pianista del teatro municipal de Baden (Baja Austria).
En el período 2000-2010, después de una grave lesión en la mano derecha (rotura de ligamentos) se vio obligado a dejar de actuar como pianista durante diez años, trabajando solo como compositor y arreglista. En la actualidad, vuelve a participar activamente en las actividades de composición y conciertos.
Numerosas giras como solista y también en conjuntos de cámara: Brasil, Alemania, Estados Unidos, Japón, Suecia, Países Bajos, Italia, China, Suiza, Singapur, Polonia, Hungría, Rumanía, etc.

## Premios y títulos
- Laureado del Concurso de Toda la Unión 1987

- Galardonado con el Premio Cultural de la Tierra Baja Austria 1996

- Laureado del Premio Cultural de Baden 2006

- Medalla de Honor de la Ciudad de Baden (Austria) "Emperador Federico III" 2012

- Medalla - Insignia del aniversario del Comité ruso de Lermontov "100 años del Museo-Reserva Estatal de Pyatigorsk de M.Yu. Lermontov", Pyatigorsk (Rusia) 2013

Participación en varios festivales internacionales:
XIII-XVI festivales Chopin en Gaming / Austria; Festival "Carinthia Classic" en Klagenfurt (Austria); Festival Internacional de Música “Renacimiento de la capella bielorrusa” en Minsk (Bielorrusia); Festival Internacional de Música "Temporadas" en Moscú, etc.

## Grabaciones
Música de cámara de Edisson Denisov ("Melodia") parte de clavecín solo
Dos discos CD junto con O. Milyakovich ("Sony", Japón), parte de piano
"Nocturne", para violín y piano ("Gramola", Austria)
"Concierto de vals" ("Gazprom", Rusia)
Grabaciones para radio y televisión británica, rusa, austriaca: "Orpheus" Moscow, "Stefansdom" Vienna, "Swedish Radio", etc.
La música de Pavel Singer en varios momentos fue interpretada por:
Orquesta Sinfónica Académica de la Filarmónica de Moscú, Orquesta Sinfónica de la Ópera Popular de Viena, Orquesta Estatal de Moscú "Vremena Goda", Orquesta Sinfónica de la Filarmónica Dinu Lipati de Satu Mare (Rumanía), Orquesta Sinfónica de la Filarmónica de Yaroslavl, Orquesta Sinfónica Académica de la Filarmónica de Minsk, Orquesta Sinfónica Académica de la Filarmónica de Irkutsk, solistas de la Ópera de Viena O. Milyakovich, U. Steinsky; premiados de concursos internacionales Elena Denisova, R. Zamuruev, A. Kornienko, A. Holodenko, A. Getz y col.

## Obras principales

### Música sinfónica[3]
- Concierto para violín y orquesta (1987)
- Cantata "Letanía" para mezzosoprano y gran orquesta sinfónica en versos de R.M. Rilke, C. George, L. Sernuda (1992)
- Preludio de cadencia y lamento para flauta clave y cuerdas (1995)
- Concerto grosso para violín, piano y cuerdas (1998-2002)
- "Euro-ondas" para gran orquesta sinfónica (2007)
- "Introducción y vals" para gran orquesta sinfónica (2007)
- Diálogo (Saludos a Strauss) para violín, clavecín y cuerdas (2009)
- Suite sinfónica de la ópera "Bella Vasilisa" (2011) y otras.

### Música de cámara
- Sexteto para clarinete, celesta y cuarteto de cuerda (1982)
- Quinteto para flauta, oboe, clarinete, trompa y fagot (2014)
- Dos cuartetos de cuerda (1980, 1981)
- Trío de piano (2015)
- Tres fantásticas piezas para trío de piano (2017)
- Sonata para viola y piano (1984)
- "Destacamento" para flauta y guitarra (2001)
- "Nocturne" para violín y piano (2005)
- 3 Nocturnos musicales para saxofón soprano y piano (2009)
- Desprendimiento y letanía para voz y piano (1983)
- 3 sonatas para piano (I. "En memoria de Prokofiev" 1980, II. 1981, III. "Moonlight" 2005)
- "4 irrealidad para piano" (2005)
- 4 piezas de concierto para piano de la ópera "Beautiful Vasilisa" (2011)
- "Noche" para violín solo "In Memory of Alexander Me" (1990)
- Romances a versos de M. Lermontov, A. Blok, J. Kainar y otros.

### Música escénica
- Ópera "Bella Vasilisa" (2010)
- 15 musicales, que incluyen:
- "Madame Blizzard" (1998), "Rumplestiltskin" (2001), "El sastre valiente" (2002), "La princesa durmiente" (2003), "Rapunzel" (2004) (todas basadas en cuentos populares alemanes)
- "Little Muck" (después de E.T.A. Hoffman) (2006)
- "El vestido nuevo del rey" (según G.K. Andersen) (2007)
- "Pinocho" (después de C. Collodi) (2008)
- "Cenicienta" (según Ch. Perrreau) (2013)
- "La vuelta al mundo en 80 días" (según J. Verne) (2015)
- "Peter Pan" (de J M Barry) (2016) y otros.

### Música para representaciones teatrales
- The Wasteful (después de Ferdinand Raimund)

### Música ligera
- Hallo, Baden - concierto de vals para orquesta sinfónica de jazz (1996)
- Obertura musical para orquesta sinfónica de jazz (1999)
- "E-Prelude" para dos guitarras eléctricas y una orquesta sinfónica de jazz (2002)
- "Musical Fantasy" para orquesta (2005), etc.
- "Night Music 1" para piano y orquesta (2006)
- "Night Music 2" para piano y orquesta (2006)
- Cuadro musical "By the Lake" para orquesta sinfónica de jazz (2014)
- Fanfarria de Hofburg y espectáculo de apertura para la Orquesta Sinfónica de Jazz (2017)

### Arreglos
- Bonnie and Clyde, nuevo arreglo orquestal del musical de Frank Wildhorn
- Versión musical y orquestación del musical "Irma la Douce" de M. Mononucleosis infecciosa
- Nuevo arreglo para gran orquesta del musical "Xanadu" (con música y letra de Yu. Lane y Yu. Ferrera)
- "3 Popurrí" para tres bajos y orquesta sinfónica
- "Italian Cinema Music": 25 interpretaciones de éxitos cinematográficos para orquesta
- "Piratas del Caribe", una fantasía basada en la música de Klaus Badelt para una película para una gran orquesta sinfónica
- "Las 25 mejores canciones de Elvis Presley y Frank Sinatra": espectáculo para solistas y orquesta de jazz sinfónico
- "25 perlas de Hollywood y la música del cine europeo" - espectáculo para solistas y orquesta de jazz sinfónico
- "25 grandes éxitos de la música popular austriaca" - espectáculo para solistas y orquesta de jazz sinfónico
- numerosos arreglos (más de 100) para diversas orquestas de jazz, jazz sinfónico, salón